# Tawaret
Tawaret (što znači "Velika") je egipatska božica trudnoće i rađanja te zaštitnica trudnica. Predstavlja je se kao trudni vodenkonj koji ima lavlje noge. Egipćanke su često nosile amajliju Tawaret da ih ona zaštiti pri porodu i otjera zle duhove. Druga imena za Tawaret su: Toeris, Tvaret, Tuat, Taurt i mnoga druga.

## Značenje Tawaret kroz povijest
U egipatskoj mitologiji, Tawaret je prvotno bila zli demon, žena muške zmije Apopa, demona podzemnog svijeta. Poslije je Apop izgubio na značenju zbog Setovog ubijanja te je bio samo demon noći. Tawaret je bila povezivana sa sjeverom, odnosno sa sjevernim nebom, te je bila "misterija neba". U grobu Setija I. Tawaret je prikazana s moćima liječenja. U egipatskoj umjetnosti, Tawaret je prikazana u obliku dviju strašnih životinja kojih su se Egipćani bojali - u obliku lava (lav, odnosno lavica, bio je utjelovljen i u Tefnut i Sekhmet) i vodenkonja. Bila je povezana i sa Sobekom, bogom krokodila. Egipćani su još u Starom kraljevstvu zaključili da su ženke vodenkonja agresivne zbog štićenja mladih. Tako je Tawaret postala božica-vodenkonj. Budući da vodenkonji žive u Nilu, Tawaret je uz Hapyja božica Nila. Kao božica majčinstva, slična je Mut, Amonovoj ženi.